# عماد العتيقي
د.عماد العتيقي (مواليد 1956) خبير نفطي وباحث أكاديمي كويتي، نائب رئيس مجلس الوزراء وزير النفط السابق بين 17 يناير 2024 حتى 8 سبتمبر 2024.

## التعليم والمهنة المبكرة
بدأ العتيقي حياته المهنية كمهندس كيميائي بعد تخرجه من جامعة الإسكندرية في الإسكندرية بمصر بدرجة البكالوريوس في الهندسة الكيميائية. وفي عام 1978 حصل على منحة دراسية من جامعة الكويت للدراسات العليا في الهندسة الكيميائية، وأكملها في جامعة ليهاي في بنسلفانيا بالولايات المتحدة الأمريكية، حيث حصل على درجتي الماجستير والدكتوراه في الهندسة الكيميائية. كما حصل على درجة الدكتوراه عام 1985.

## الحياة المهنية
بعد حصوله على درجة الدكتوراه عام 1985، تم تعيين العتيقي أستاذاً مساعداً في جامعة الكويت، حيث بقي هناك لمدة ثلاث سنوات قبل أن يصبح مديراً لقسم البترول والبتروكيماويات والمواد في معهد الكويت للأبحاث العلمية، وهو المنصب الذي شغله من عام 1988 حتى عام 1991. خلال هذه الفترة، تم تنفيذ العديد من عقود الخدمات والأبحاث مع شركات رائدة مثل شركة نفط الكويت (KOC)، وشركة البترول الوطنية الكويتية (KNPC)، وشركة بترول أبوظبي.

### العضوية في المجلس الأعلى للبترول (1990 – 2013)
وفي 14 مايو 1990، تم تعيين العتيقي عضواً في المجلس الأعلى للبترول، وهو المنصب الذي احتفظ به حتى عام 2013. ولعب من خلال المجلس الأعلى للبترول دوراً بارزاً في تشكيل سياسات واستراتيجيات قطاع النفط الكويتي، حيث كان رئيس لجنة الاستراتيجيات والهيكل التنظيمي، عضو اللجنة الاقتصادية الفنية ورئيس اللجنة المشتركة. وشملت الإنجازات الرئيسية خلال هذه الفترة الموافقة على الخطة الإستراتيجية المستهدفة للنفط الخام، ومشروع مصفاة الوقود النظيف، ومشروع النفط الثقيل، وإنشاء مجمع مصفاة الزور، والتي تم تنفيذها جميعها بنجاح.

### جامعة الكويت (1991 – 2003)
بعد تحرير الكويت من الغزو العراقي عام 1990 الذي شهد بداية حرب الخليج، عاد العتيقي إلى جامعة الكويت في 1 يونيو 1991 ليجد أن البنية التحتية للجامعة قد دمرت خلال الحرب، حيث أصبحت مختبراتها والمرافق البحثية الأخرى خالية من المعدات. وبعد تعيينه مديرًا لإدارة الأبحاث (مساعد نائب مدير الجامعة للأبحاث)، وهو المنصب الذي شغله حتى عام 1994، أطلق العتيقي العديد من برامج التمويل لإعادة إنشاء مرافق ومشاريع بحثية كبرى، لا سيما في كليات العلوم والهندسة والطب.
وكان تعيينه الإداري التالي في الجامعة عميداً لكلية الهندسة والبترول من عام 1998 إلى عام 2000، حيث أطلق مفهوم تقييم النتائج من خلال قياس مؤشرات الأداء مع تحسينات ملحوظة في العمليات الإدارية. أدت هذه المبادرات وغيرها من المبادرات القيادية إلى إدراجه في قائمة بارونز 500 الدولية لـ "قادة القرن الجديد".

### مجلس الجامعات الخاصة (2001 – 2010)
وفي عام 2001، تم تعيين العتيقي كعضو في مجلس الجامعات الخاصة (PUC) للإشراف على ترخيص الجامعات والكليات الخاصة في الكويت وإدارتها. تم تعيينه بعد ذلك امينا عاما للأمانة العامة لمجلس الجامعات الخاصة، وهو المنصب الذي شغله في الفترة من 11 نوفمبر 2003 حتى 18 سبتمبر 2010. وخلال هذه الفترة، أشرف على ترخيص العديد من الجامعات التي لا تزال قائمة، وأنشأ أنظمة ضمان الجودة والاعتماد. لهم على أساس المعايير الدولية. وقد اكتسب نظام الاعتماد الذي تم تطويره تحت إشرافه اعترافًا دوليًا باعتباره نظامًا مبتكرًا. وبنفس الصفة، بدأ العتيقي، وتفاوض، وحصل على التمويل لبرنامج المنح الداخلية لطلاب الجامعات الخاصة، وهو المخطط الذي دعم الآلاف منهم.

### جامعة الشرق الأوسط الأمريكية (AUM) (2011 – 2019)
في بداية عام 2011، تم تعيين العتيقي رئيسًا لجامعة الشرق الأوسط الأمريكية (AUM) في الكويت، وهو المنصب الذي شغله حتى يناير 2019. وقد حققت الجامعة تقدمًا كبيرًا تحت قيادته ونمت من هيئة طلابية أولية تضم حوالي من 1000 طالب إلى 9000 طالب، ووسعت برامجها ومرافقها، وحصلت في النهاية على الاعتماد الكامل، وصنفت على أنها الجامعة المحلية الرائدة في التصنيفات الدولية.

### نائباً لرئيس مجلس الوزراء ووزيراً للنفط
في 17 يناير 2024 صدر مرسومٌ أميري بتشكيل الحكومة حيث عُين نائباً لرئيس مجلس الوزراء ووزيراً للنفط،  وتم تجديد تعينه في مرسوم تشكيل الحكومة بتاريخ 12 مايو 2024 وشغل المنصب حتى 8 سبتمبر 2024 حيث قدم استقالته وصدر مرسوم بقبول الاستقالة.

## إسهاماته
الدكتور عماد العتيقي له مساهمات كبيرة في مجالات الدراسات البحثية البترولية وصنع السياسات النفطية في الكويت من خلال مناصب قيادية مختلفة وعضوية المجلس الأعلى للبترول (SPC) في الكويت.
وقد لعب دورًا رئيسيًا في إعادة بناء البنية التحتية الأكاديمية في الكويت بعد نهاية حرب الخليج، حيث أطلق العديد من برامج التمويل لإعادة إنشاء المرافق والمشاريع البحثية الكبرى في جامعة الكويت والتي توقفت أثناء الدمار الذي خلفته الحرب. كما كان مسؤولاً عن إنشاء العديد من الجامعات الخاصة في الكويت والتي تم تطبيق أنظمة ضمان الجودة والاعتماد عليها بناءً على المعايير الدولية تحت إشرافه.
ساهم العتيقي بشكل كبير في مجالات البحث الأكاديمي والعلمي. وقد قام بتأليف وشارك في تأليف أكثر من مائة مقال بحثي وتقارير فنية وعروض تقديمية في المؤتمرات. وتشمل اهتماماته البحثية التحكم في العمليات، وتكرير النفط، والعمليات البتروكيماوية، والاقتصاد الصناعي. وهو أيضًا محلل سوق معتمد، ومن ثم فإن تحليلاته لسوق النفط تتابع عن كثب وكالات الأنباء المحلية والعالمية على حد سواء.